# Murailles de Pereta
Les murailles de Pereta (en italien ; Mura di Pereta) constituent le système défensif de Montiano, une frazione de la commune de Magliano in Toscana, (province de Grosseto), en Toscane.

## Histoire
Une première muraille fut construite par les Aldobrandeschi à partir du Xe siècle et achevée au XIIIe siècle dans la partie supérieure du village de Pereta, où elle incorporait la Torre dell'Orologio qui, à l'époque, effectuait principalement des fonctions défensives et d'observation.
Un deuxième mur a été construit à la fin du Moyen Âge par la république de Sienne dans la partie basse du village. Les travaux ont eu lieu principalement à partir du milieu du XIVe siècle et ont également vu la construction le long du périmètre de la courtine de deux tours de guet et la reconstruction complète de la porte d'entrée du village, la Porta di Ponente.

## Description
Les murailles de Pereta ont encore deux murs distincts, recouverts de pierres de taille en grès, datant des deux phases différentes de leur construction.
La paroi intérieure, plus ancienne, s'étend en partie supérieure délimitant une zone elliptique. Les sections bien visibles alternent avec d'autres sections incorporées dans les murs d'enceinte extérieurs de certains bâtiments du centre historique ; dans la zone sommitale, les murs atteignent la tour de l'horloge qui domine toute la ville.
Le mur extérieur, relativement plus moderne, se développe dans la partie basse où il délimite la zone correspondante du village. Il possède deux tours de guet, l'une à section quadrangulaire de la fin du Moyen Âge et l'autre à section circulaire de la Renaissance. Dans la partie inférieure se trouve la Porta di Ponente du XIVe siècle, de style gothique avec des créneaux sur le dessus, dont l'apparence est due aux restaurations récentes qui ont été bien intégrées aux éléments stylistiques d'origine.

## Galerie

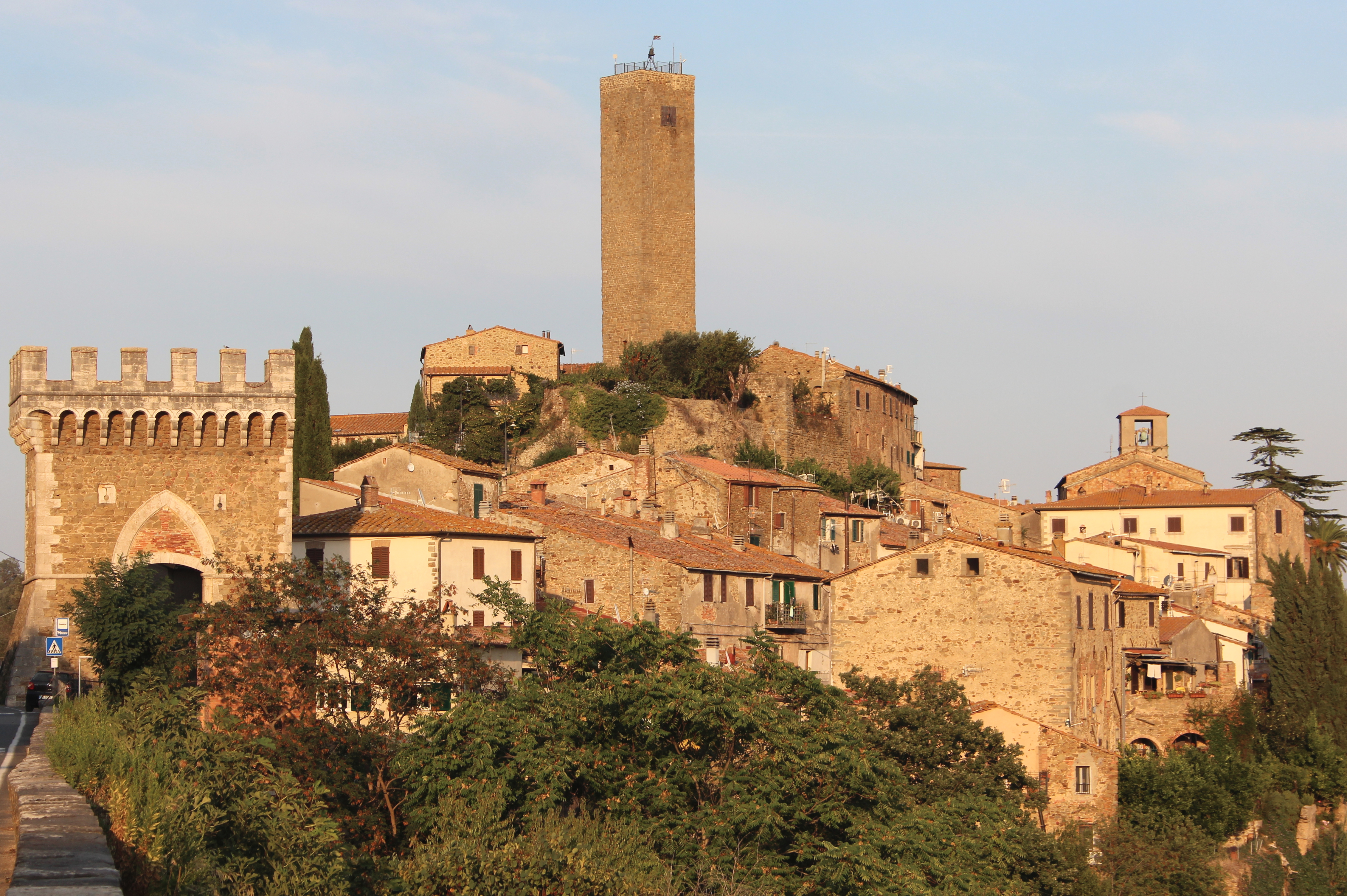
Pereta
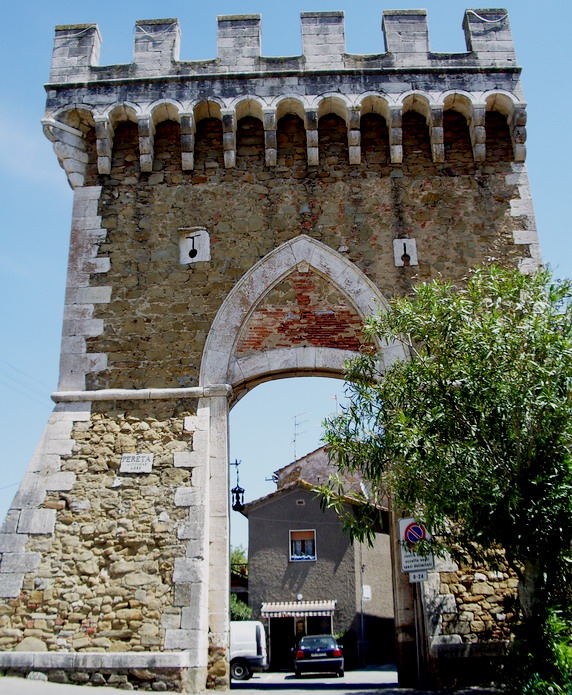
Porta di Ponente
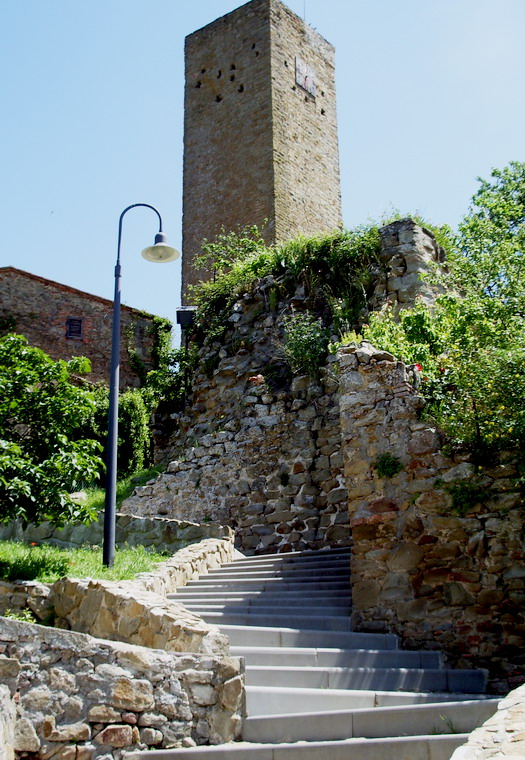
Torre dell'Orologio